# ماتسیا
ماتسیا (به زبان سانسکریت: मत्स्य) عبارت است از اوتار ویشنو، یکی از ایزدان هندوئیسم که در قالب یک ماهی شکل گرفته است. ماتسیا یکی از نخستین اوتارهای ویشنو در میان فهرست ده تایی اوتارهای اولیهٔ آن است.
ماتسیا معمولاً به دو شکل در آثار هنری کشیده شده است. یک فرم آن به صورت انسان‌انگاری است به این شکل که نیمهٔ بالای بدن انسانی با چهار دست است و نیمهٔ پایین یک ماهی است، به جز یک اثر در معبد چناکساوا که یک آدم با سر ماهی است.